# Komuna e Novoselës (kommun i Albanien, Vlorë prefektur)
Komuna e Novoselës är en kommun i Albanien.   Den ligger i prefekturen Qarku i Vlorës, i den sydvästra delen av landet, 90 km söder om huvudstaden Tirana.